# John Appelberg
John Appelberg (egentligen Johan Ludvig Appelberg), född 7 juni 1872, död 14 juli 1937,  var en svensk frälsningsofficer och brigadör i Frälsningsarmén. 
1891 kom han till Frälsningsarméns krigsskola från Stockholms II:a kår där han hade varit soldat. Han var kårledare vid ett flertal kårer både i Sverige och Finland och redaktör för Frälsningsarméns barntidning Den unge soldaten 1920-1937. Sångförfattare och översättare av många engelska sånger. Han skrev under signaturerna "Ludvig", "J. A-g", "J-penna" och "Farbror John". Han finns representerad i flera psalmböcker, varav i Den svenska psalmboken 1986 med en översättning (nr 226) i övrigt flitigt förekommande i Frälsningsarméns sångbok 1990 (FA). John Appelberg är begravd på Norra begravningsplatsen utanför Stockholm.

## Psalmer
- Allenast i tro till Gud min själ är stilla (FA nr 531) översatt 1909
- Använd de tillfällen Herren dig giver (FA nr 602) översatt 1894
- Fader, från det höga (SMF 1951 nr 624)
- Flyende snabbt är livet, kort som en morgondröm (FA nr 744) skriven 1897
- Fröjd, frid och hopp (FA nr 481) skriven 1899
- Fröjd, fröjd, fröjd (FA nr 482) skriven 1900 efter en "engelsk förebild"
- Förfäras ej du lilla hop (FA nr 734) skriven 1898 Finns på Wikisource.
- Guds kärlek har ej gräns (FA nr 487) skriven 1903
- Gud vill mig ha till ett solsken (FA nr 667) översatt okänt årtal
- Har du ankarfäste (FA nr 548) översatt 1905
- Kan ditt ankar hålla i stormens tid (Segertoner 1930 nr 401)
- Min fot var trött att vandra på dunkel, självvald stig (FA nr 573) översatt 1897
- När den evigt klara morgon gryr (FA nr 700) översatt okänt årtal
- O gränslösa frälsning (1986 nr 226) översatt 1894
- O Gud, du klara, rena låga (FA nr 436) översatt 1894
- Pris ske vår Gud, en här åt sig han danat (FA:s sångbok 1968 nr 656)
- Se, löftesstjärnan står i öster (FA nr 725) skriven 1900
- Soldater äro vi som glatt gå ut i strid (FA nr 643) skriven 1895
- Tiden så hastigt försvinner (Bibeltrogna vänners Tillägg 1980) v. 1-5 diktade 1893.
- Törnen ofta foten stinger (FA nr 654) översatt 1924
- Under korsets fana fylkar sig Guds här (FA nr 655) skriven okänt årtal
- Vem kan läka hjärtesåren (FA nr 374) skriven 1892
- Vem är denne som ibland oss går (FA nr 451) skriven 1920
- Vilken sång, vilket jubel (FA nr 527) skriven 1896